# Athéisme militant

Symbole athée créé en 2007.

L'athéisme militant est un terme désignant un athéisme activement hostile au théisme, au déisme et aux religions. Le militant athée se donne pour objectif de répandre l'athéisme au détriment des religions qu'il juge pernicieuses. Il peut aussi lutter contre la croyance en Dieu plus abstraite des déistes tout comme dans la culture populaire laïque, tout en cherchant aussi à faire pencher de son côté l'indécision des agnostiques. Cependant, la priorité des militants athées demeure contre les religions institutionnalisées.
L'athéisme militant se rapproche par beaucoup de l'antithéisme et de l'antireligion.
Ce militantisme peut être individuel, collectif, ou s'établir à l'échelle d'un pays, comme la déchristianisation lors de la Révolution française ou la politique anti-religieuse en Union soviétique, qui fit une doctrine politique de l'athéisme en l'érigeant au rang d'athéisme d'État.
Le terme athéisme militant a été utilisé pour la première fois en 1882, pour désigner des penseurs politiques, et s'applique aujourd'hui plus généralement à des associations antireligieuses, à des hommes politiques, à des penseurs tels que Christopher Hitchens et Michel Onfray ou à des scientifiques engagés comme Richard Dawkins et Paul Zachary Myers, qui défendent ensemble un néo-athéisme, plus revendicatif face aux religions.
Les parodies de religion peuvent s'inscrire dans ce cadre puisqu'elles consistent à railler les religions établies, en imitant les préceptes irrationnels de ces dernières à l'aide d'affirmations farfelues à visée comique.

## Concept
Le philosophe et journaliste britannique Julian Baggini décrit, dans son livre Athéisme de l'Oxford University Press, que l'athéisme militant est caractérisé par une hostilité à l'égard de la religion, et précise que cette hostilité « nécessite plus qu'un avis négatif marqué à l'égard de la religion ; elle requiert un sentiment proche de la haine et se caractérise par une volonté d'effacer toute forme de croyance religieuse ». Toujours selon Baggani, les athées militants « avancent des propos que les athées modérés ne tiennent pas. Premièrement, le fait que la religion puisse être démontrée comme fausse ou comme un non-sens, et deuxièmement qu'elle est parfois ou toujours nuisible ». Cette attitude peut mener les plus zélotes à un athéisme de type soviétique, caractérisé par la volonté de contrer la religion « par l'oppression et en établissant un athéisme d'État ».
D'autres définitions de philosophes et théologiens se rapprochent de la définition de Baggani. Ainsi, le théologien Karl Rahner voit l'athéisme militant comme une doctrine que l'activiste veut propager pour le bonheur de l'humanité. Cette forme d'athéisme combat toutes les religions en tant qu'aberrations nuisibles. Kerry S. Walters affirme que l'athéisme militant diffère de l'athéisme modéré sur le fait qu'il juge la croyance en l'existence de Dieu pernicieuse.

## Critiques
Selon le journaliste et pasteur presbytérien américain Chris Hedges, l'athéisme militant tendrait à réduire le christianisme des grandes religions catholique et protestantes au fondamentalisme chrétien, de manière à provoquer la confusion entre l'étroitesse d'esprit du fondamentalisme et les doctrines traditionnelles ,.